# Rachel Platten
Rachel Ashley Platten (Nueva York, Nueva York, 20 de mayo de 1981) es una cantante, compositora y autora estadounidense. Después de lanzar dos álbumes de forma independiente en 2003 y 2011, firmó con Columbia Records en 2015 y lanzó su sencillo debut, "Fight Song", que alcanzó el número 6 en  el Billboard Hot 100 en los Estados Unidos, encabezó las listas en el Reino Unido y alcanzó su punto máximo entre los diez primeros de múltiples listas en todo el mundo.  Platten ganó un Daytime Emmy Award por una presentación en vivo de la canción en Good Morning America.  Su álbum de estudio debut de etiqueta principal, Wildfire (2016), fue certificado oro por la Asociación de Industria Discográfica de Estados Unidos (RIAA) y presentó los siguientes sencillos "Stand by You" y "Better Place". Su segundo álbum de grandes sellos,  Waves (2017), alcanzó el número 73 en los Estados Unidos de América.

## Primeros años
Platten nació el 20 de mayo de 1981, en Nueva York de Paul y Pamela Platten, y creció en Newton Centre, Massachusetts y asistió a la Escuela Primaria Mason-Rice. Ella fue criada judía. Ella tiene una hermana menor, Melanie. Platten estudió piano clásico desde los 5 años y luego estudió guitarra en la escuela secundaria. Asistió a la escuela secundaria Buckingham Browne and Nichols, donde cantó en el grupo de canto de la escuela. En  Trinity College, fue miembro del Trinity College Trinitones, el primer grupo de mujeres a capela de la universidad.
Como parte de un programa de estudio en el extranjero, fue a Trinidad para hacer una pasantía en la oficina de un diplomático y en una discográfica.  Mientras estuvo allí, cantó como respaldo para la banda de un amigo frente a más de 80,000 personas en las finales Monarca Soca Internacional en 2002. Según Platten, desde ese momento sabía que tenía que dedicarse a la música a tiempo completo.
Platten se graduó de Trinity College con un título en ciencias políticas en 2003. Luego se mudó a Greenwich Village en la ciudad de Nueva York tocando en una banda de covers de Prince y Sly and the Family Stone llamada Dayz of Wild. Interpretó su música en solitario por el Village y, finalmente, comenzó a recorrer el país.
Ha trabajado con numerosas organizaciones benéficas: Músicos de guardia (donde canta al lado de la cama a los pacientes del hospital) durante 11 años, Music Unites, Ryan Seacrest Foundation y Live Below the Line, un llamado para poner fin a la pobreza mundial.

## Carrera

### 2011–2014:Be Here
Su primer álbum, "Be Here", fue lanzado por Rock Ridge Music en 2011 debido a que el álbum de 2003 Trust in Me no puede aparecer. Su sencillo de 2011 "1,000 Ships" alcanzó el número 24 en el gráfico de la Adult Top 40 de la Billboard, también tocando en varias estaciones de radio.
Una canción anterior, "Seven Weeks", se utilizó para la película The Good Guy. El tema musical para ABC Family Jane by Design, "Work of Art"  fue interpretado por Platten en alquiler. Su canción "Begin Again" se usó en el exitoso programa de televisión de ABC Family Pretty Little Liars en el episodio 100 "Miss Me x 100". Su canción "You're Safe" se usó en Finding Carter de MTV en septiembre de 2014. El 27 de junio de 2014, Platten debutó "Fight Song" en la red social de música We Heart It  como parte de una artista destacada.

### 2015–2017:Wildfire
En la primavera de 2015, Platten lanzó "Fight Song" de Wildfire.  La canción se ha utilizado en varios medios, además de servir el himno oficial para la candidata presidencial demócrata de 2016 Hillary Clinton.  Alcanzó el número seis en Estados Unidos   Billboard  Hot 100, número dos en  Australian Singles Chart, número seis en Irlanda, número ocho en Nueva Zelanda, número  nueve en el   Billboard  Canadian Hot 100 y número uno en UK Singles Chart. Tiene ventas quíntuples de platino en los Estados Unidos. El 2015 Fight Song EP de Platten alcanzó el número 20 en el Billboard 200.
Platten sirvió como acto de apoyo en "Good Grays & A Girl Tour" de Alex & Sierra y Andy Grammer a principios de 2015. Luego realizó una gira con Colbie Caillat y Christina Perri en su "Girls Night Out, Boys Can Come Too Tour" durante todo el verano de 2015.
El 11 de septiembre de 2015, Platten lanzó su segundo sencillo llamado "Stand by You" de Wildfire.  Ha alcanzado su punto máximo entre los diez primeros en las listas de éxitos en Canadá y Estados Unidos, y ha alcanzado el punto máximo entre los veinte primeros en las listas de Australia y Polonia.  La canción desde entonces ha sido certificada Platino en los Estados Unidos.
Después de la masacre de la discoteca de Orlando en 2016, Platten anunció que los ingresos de la nueva versión acústica de su "Fight Song" beneficiarán al National Compassion Fund, trabajando para apoyar las necesidades de las personas afectadas por el evento.
En octubre de 2016, Platten cantó The Star Spangled Banner antes del juego 1 de la Serie Mundial de 2016 entre Cleveland Indians y Chicago Cubs.
En la víspera de Año Nuevo 2016, Platten fue cotitular de las festividades Times Square Ball en Times Square de la ciudad de Nueva York junto a Gavin DeGraw, donde interpretó "Fight Song", "Stand by You", "Beating Me Up" e "Imagine" de John Lennon.
En 2017, Platten sirvió como acto de apertura para dos espectáculos de Los Ángeles y otro en Las Vegas en Faith Hill y Soul2Soul: The World Tour de Tim McGraw.

### 2017–2018:Waves
El 18 de agosto de 2017 Platten lanzó "Broken Glass", el sencillo principal de su cuarto álbum de estudio, Waves, que fue publicado el 27 de octubre del mismo año.
En 2018 fue la principal atracción musical en Boston Pops Fireworks Spectacular. Además de interpretar sus sencillos "Stand By You", "Better Place" y "Fight Song", también recordó su infancia en Boston.

### 2019: Gira
De mayo a julio de 2019 Platten realizó una gira en América del Norte con la banda musical Pentatonix como acto de apertura. También escribió un libro para niños titulado You Belong, llamado así por su sencillo de 2018.

## Vida personal
El 31 de julio de 2010, Platten se casó con Kevin Lazan en una ceremonia judía. En julio de 2018, Platten anunció que estaba embarazada de una niña a la cual llamó Violet Skye Lazan y nació el 26 de enero de 2019. En abril de 2021 anunció que estaba embarazada por segunda vez.  El 9 de septiembre de ese año nació otra niña, Sophie Jo Lazan.

## Discografía

### Álbumes de estudio
| Trust in Me                                             | - Lanzamiento: 2003 - Formato: CD                                                              | — | — | — | — | — | — | — | — |             |
| Be Here                                                 | - Lanzamiento: abril de 2011 - Sello: Rock Ridge - Formato: Digital download, CD               | 5 | 3 | 2 | 4 | 1 | 9 | 4 | 3 |             |
| Wildfire                                                | - Lanzamiento: 1 de enero de 2016 - Sello: Columbia - Formato: Descarga digital, CD            | 2 | 1 | 2 | 1 | 1 | 1 | 1 | 1 | - RIAA: Oro |
| Waves                                                   | - Lanzamiento: 27 de octubre de 2017 - Discográfica: Columbia - Formatos: Descarga digital, CD | — | — | — | — | — | — | — | — |             |
| "-" Denota un disco que no fue medido o no fue lanzado. |                                                                                                |   |   |   |   |   |   |   |   |             |

### Obras extendidas
| Título     | Detalles                                                                            | Posiciones máximas | Ventas       |
| Título     | Detalles                                                                            | US                 | Ventas       |
| ---------- | ----------------------------------------------------------------------------------- | ------------------ | ------------ |
| Fight Song | - Lanzamiento: 12 de mayo de 2015 - Sello: Columbia - Formato: Digital download, CD | 1                  | - US: 26,000 |

### Sencillos
| "1,000 Ships"                                              | 2011 | —  | —  | —  | —  | —  | — | — | —  | —  | — |                                                                                              | Be Here   |
| "Fight Song"                                               | 2015 | 6  | 2  | 13 | 5  | 76 | 6 | 8 | 56 | 38 | 1 | - RIAA: 3× Platino - ARIA: 2× Platino - BPI: Platino - MC: 3× Platino - RMNZ: Oro - SWE: Oro | Wildfire  |
| "Stand by You"                                             | 2015 | 37 | 14 | —  | 42 | —  | — | — | —  | —  | — | - RIAA: Platino[30] - ARIA: Platinum[38] - MC: Gold                                          | Wildfire  |
| "Better Place"                                             | 2016 | —  | —  | —  | —  | —  | — | — | —  | —  | — |                                                                                              | Wildfire  |
| "Siempre Estaré Ahí" (con Diego Torres)                    | 2016 | —  | —  | —  | —  | —  | — | — | —  | —  | — |                                                                                              | Sin álbum |
| "Broken Glass"                                             | 2017 | —  | 17 | —  | —  | —  | — | — | —  | —  | — | —                                                                                            | Waves     |
| "You Belong"                                               | 2018 | —  | —  | —  | —  | —  | — | — | —  | —  | — | —                                                                                            | TBA       |
| "-" Denota un sencillo que no fue medido o no fue lanzado. |      |    |    |    |    |    |   |   |    |    |   |                                                                                              |           |

### Como artista destacada
| Title                                                    | Year | Album  |
| -------------------------------------------------------- | ---- | ------ |
| "Little Bit of Love" (Tritonal featuring Rachel Platten) | 2019 | U & Me |

### Sencillos promocionales
| Title             | Year | Album |
| ----------------- | ---- | ----- |
| "Perfect for You" | 2017 | Waves |
| "Collide"         | 2017 | Waves |

## Otras apariencias
| Title                          | Year | Album                     |
| ------------------------------ | ---- | ------------------------- |
| "Thank You for Being a Friend" | 2017 | My Little Pony: The Movie |

## Premios y nominaciones
| Año  | Premio                    | Categoría                                                     | Nominado                       | Resultado | Ref.   |
| ---- | ------------------------- | ------------------------------------------------------------- | ------------------------------ | --------- | ------ |
| 2015 | Teen Choice Awards        | Choice Music: Breakout Artist                                 | Herself                        | Nominada  | [ 49 ] |
| 2015 | Teen Choice Awards        | Canción del verano                                            | "Fight Song"                   | Nominada  | [ 49 ] |
| 2016 | iHeartRadio Music Awards  | Mejor Letra                                                   | "Fight Song"                   | Ganadora  | [ 50 ] |
| 2016 | Radio Disney Music Awards | Revelación Artista del Año                                    | Herself                        | Nominada  | [ 51 ] |
| 2016 | Billboard Music Awards    | Mejor venta de canciones                                      | "Fight Song"                   | Nominada  | [ 52 ] |
| 2016 | Premios Daytime Emmy      | Actuación musical excepcional en un Talk Show / Por la Mañana | Good Morning America 2015 (TV) | Ganadora  | [ 53 ] |